# سور طبرق
سور طبرق وهو بقايا «سور جستنيان» لتحصين مدينة طبرق والذي يحاذي ل ميناء طبرق على الطريق العام وهو سلسلة من الأسوار التي أنشأها الإمبراطور البيزنطي جستنيان لتحصين الإمبراطورية البيزنطية في برقة. وهو بحاجة إلى مزيد من التنقيب وحديثاً تم بناء واجهه بحرية عرقلت المزيد من عمليات التنقيب والبحث في الموقع.
```
طـبرق
```